# Elias Fonsalada
Elias Fonsalada (fl. final s. XI-inics del XII) fou un trobador occità.

## Vida
D'aquest trobador es conserven només dues cançons i una breu vida, però no se'n tenen referències en documents d'arxiu. Segons la vida, era originari de Bergerac, del bisbat de Perigord, i era fill d'un burgès que s'havia fet joglar i ell mateix era joglar. La vida diu que no fou "bon trobaire" sinó "noellaire". Aquesta darrera paraula ha estat discutida pels estudiosos però sembla al·ludir al fet que fos autor de novas, poesia narrativa. La cronologia d'aquest autor se situa en els darrers anys de Pere II d'Aragó, segons el seu editor.
"Fonsalada" és esmentat per Uc de Lescura tot dient que "lloa el seu feu".

## Obra

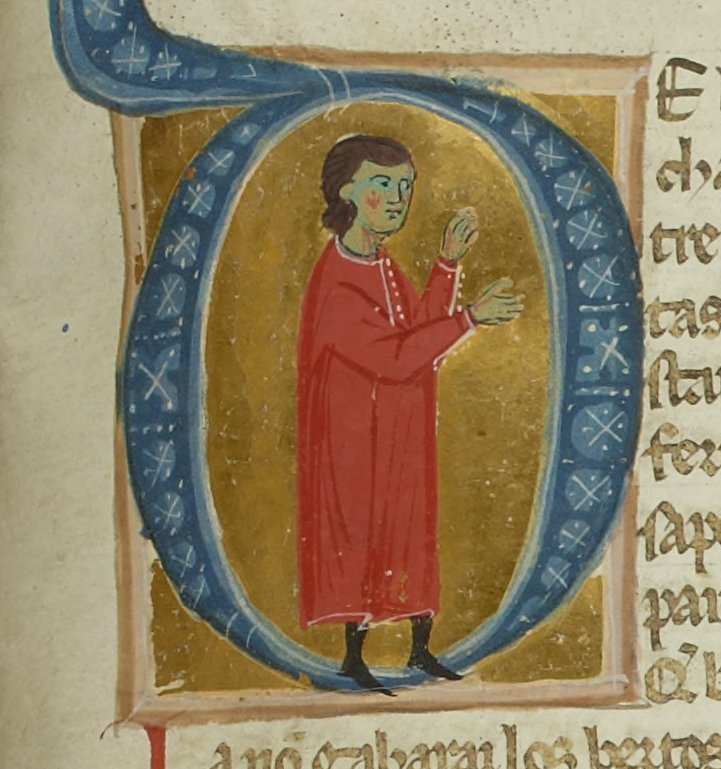
BnF ms. 854 fol. 140, cançoner I

Es conserven només dues cançons d'Elias Fonsalada. Una tercera (En abriu s'esclairo·ill riu PC 293,24) li és atribuïda per algun manuscrit però els estudiosos la consideren més aviat de Marcabrú.

### Cançons
- (134,1)[3] De bo loc movon mas chansos
- (134,2) En cor ai que comens

### Edicions
- Raupach, Manfred: Elias Fonsalada. Kritische Ausgabe, In: Zeitschrift für romanische Philologie 90 (1974), pàg. 141–173

### Repertoris
- Guido Favati (editor), Le biografie trovadoriche, testi provenzali dei secc. XIII e XIV, Bologna, Palmaverde, 1961, pàg. 331
- Alfred Pillet / Henry Carstens, Bibliographie der Troubadours von Dr. Alfred Pillet […] ergänzt, weitergeführt und herausgegeben von Dr. Henry Carstens. Halle : Niemeyer, 1933 [Elias Fonsalada és el número PC 134]
- Martí de Riquer, Vidas y retratos de trovadores. Textos y miniaturas del siglo XIII. Barcelona, Círculo de Lectores, 1995 p. 118-119 [Reproducció de la vida, amb traducció a l'espanyol, i miniatures dels cançoners I i K]